# Dietrich Christian von Buttel

Dietrich Christian von Buttel (1801–1878)

Dietrich (auch: Diedrich) Christian von Buttel (Christian war der Rufname) (* 5. Dezember 1801 in Jever, Herrschaft Jever; † 1. Februar 1878 in Oldenburg (Oldb)) war ein deutscher Jurist, zuletzt Präsident des Oberappellationsgerichts und als Politiker oldenburgischer Ministerpräsident, sowie Mitglied der Frankfurter Nationalversammlung.

## Leben

### Studium und erste Tätigkeiten
Geboren als jüngster Sohn des Kaufmanns Christian Dietrich von Buttel (1766–1810) besuchte Buttel das Mariengymnasium in Jever und studierte von 1819 bis 1824 Rechtswissenschaften in Heidelberg, Göttingen und Berlin, wo er sich neben seinem Fachstudium intensiv mit der Philosophie Hegels beschäftigte. In Göttingen war er Mitglied der dortigen Frisia.
1824 trat Buttel in den oldenburgischen Justizdienst und war einige Jahre als Sekretär und Depositar am Landgericht in Jever und ab 1829 als Landgerichtsassessor in Ovelgönne tätig. 1835 wurde er an die Justizkanzlei in Oldenburg versetzt, 1841 zum Hofrat ernannt und 1847 zum provisorischen Vorsitzenden des Stadt- und Landgerichts Oldenburg befördert. 

### Politisches Engagement
Aufgrund seiner vielseitigen Interessen fand Buttel schnell Anschluss an die das geistige Leben prägende Führungsschicht in der Residenzstadt. 1839 war er Mitbegründer des Literarisch-Geselligen Vereins, dessen erster Präsident er wurde. Gemeinsam mit Maximilian Heinrich Rüder, Carl Franz Nikolaus Bucholtz und Adolf Stahr gab er 1843 die Neuen Blätter für Stadt und Land heraus, die erste liberale Zeitung, die die Bevölkerung zur Mitarbeit am öffentlichen Leben erziehen wollte und für die Einführung einer Verfassung eintrat. Bereits nach einem Jahr zog sich Buttel, ebenso wie Bucholtz und Stahr, bereits wieder aus dem Herausgeberkollegium zurück, vermutlich weil er als Beamter keine führende Rolle in der sich allmählich formierenden demokratischen Oppositionsbewegung einnehmen konnte und wollte. In den folgenden Jahren setzte er sich vor allem für eine Reform des Strafrechts ein, sprach sich für den Vorrang des Deutschen vor dem Römischen Recht aus und forderte die Einführung von Geschworenengerichten.

### Die Deutsche Revolution von 1848 und die Frankfurter Nationalversammlung
1848/49 war Buttel Stadtrat in Oldenburg. Nach dem Ausbruch der Revolution von 1848 sicherte er sich rasch eine führende Stellung, die er benutzte, um die spontane Volksbewegung in gemäßigte Bahnen zu lenken. Im April war er Mitglied der Versammlung der 34 zur Beratung eines Verfassungsentwurfs und war zusammen mit Rüder sowohl Mitglied des oldenburgischen Vorparlaments sowie ab dem 18. Mai 1848 der Frankfurter Nationalversammlung, wo er sich dem rechten Zentrum in der Fraktion Landsberg anschloss. Später gehörte er dem Klub Weidenbusch an. In der Parlamentsarbeit gehörte er dem Ausschuss für die Prioritäten der Petitionen und Anträge und dem Ausschuss zur Begutachtung und Berichterstattung über die Vorlage des Reichsministeriums über das österreichische Verhältnis zur Bildung eines Bundesstaates der deutschen Länder an. Im Rahmen der Kaiserdeputation wählte er Friedrich Wilhelm IV. zum Kaiser der Deutschen. Nachdem sich die Linken in Frankfurt mit der Reichsverfassungskampagne durchgesetzt hatten, trat Buttel zusammen mit Rüder am 26. Mai 1849 aus der Nationalversammlung aus und kehrte nach Oldenburg zurück. Im Juni 1849 schloss er sich dem Gothaer Nachparlament an, in der sich 150 Abgeordnete der ehemaligen erbkaiserlichen Gruppe des Paulskirchenparlaments in einer weit verbreiteten Erklärung für die preußische Unionspolitik und damit für die Kleindeutsche Lösung aussprachen. Buttel befürwortete daher auch den Beitritt Oldenburgs zum Dreikönigsbündnis zwischen Preußen, Hannover und Sachsen und unterstützte die Oldenburgische Märzregierung Schloifer in der Auseinandersetzung mit der aus einer Zweckkoalition von katholischen und demokratischen Abgeordneten bestehenden Landtagsmehrheit, die den Anschluss an Preußen aus unterschiedlichen Motiven entschieden ablehnte. 
Als Schloifer nach einer Abstimmungsniederlage zurücktrat, wurde Buttel am 13. Dezember 1849 mit dem Titel Ministerialrat als Ministerpräsident zum Vorsitzenden des Staatsministeriums ernannt und übernahm dazu die beiden Departements der Kirchen und Schulen sowie der Justiz.

### Tätigkeit als Staatsminister in Oldenburg
Buttel sah seine Regierung lediglich als Übergangsministerium zur Lösung der aktuellen Schwierigkeiten. Außenpolitisch versuchte er weiterhin, die nationale Einigung durch Unterstützung der preußischen Unionspolitik voranzutreiben, innenpolitisch wollte er das konstitutionelle System stabilisieren und versuchte einerseits die radikal-liberalen und demokratischen Kräfte zurückzudrängen, andererseits einen angesichts der antikonstitutionellen Neigungen des Großherzogs August I. möglichen Rückfall in die Reaktion und die Aussetzung der Verfassung zu verhindern. Seine Regierung sah sich während der ganzen Dauer ihres Bestandes einem Zweifrontenkampf gegen Landesparlament und Landesherrn ausgesetzt. Im Vordergrund stand zunächst der Konflikt mit dem Landtag über den Beitritt Oldenburgs zum Dreikönigsbündnis, an dem Buttel festhielt. Der Versuch, durch die Auflösung des Landtags und durch eine Wahlrechtsänderung die Opposition zu schwächen, blieb erfolglos, da die großdeutsch eingestellten Katholiken und linksliberal-demokratischen Abgeordneten weiterhin die Parlamentsmehrheit stellten und den Anschluss an Preußen ablehnten. Buttel vertagte daraufhin den Landtag, um Zeit zu gewinnen. Dieses Vorgehen erwies sich als erfolgreich, da der Streit im Herbst 1850 durch den allmählichen Zerfall des Dreikönigsbündnisses sowie durch den von Österreich erzwungenen Verzicht Preußens auf seine Unionspolitik gegenstandslos wurde. Noch bevor diese Entscheidung gefallen war, kam es zu einem schweren Konflikt mit dem Großherzog. Im Mai 1850 boten Dänemark und Russland dem Erbgroßherzog Nikolaus Friedrich Peter die dänische Thronfolge an, um durch die Inthronisation eines deutschen Prinzen die Schleswig-Holsteinische Frage zu entschärfen und den Verbleib der beiden Herzogtümer bei Dänemark zu sichern. Der legitimistisch denkende August I. stimmte, von der seinem Hause winkenden Königskrone geblendet, voreilig zu und löste damit eine interne Regierungskrise aus, die zum Herbst 1850 andauerte. Buttel wandte sich aus nationalen und landespolitischen Gründen sofort gegen den dänisch-russischen Vorschlag und drohte mehrfach mit seinem Rücktritt. Als der Erbgroßherzog im September 1850 verklausuliert die Kandidatur ablehnte, musste auch der Großherzog auf den Plan verzichten. Die Differenzen zwischen ihm und der Regierung waren damit jedoch keineswegs beendet. Um eine Verständigung mit dem Parlament zu ermöglichen, wandte sich Buttel gegen die vom Großherzog angestrebte Vergrößerung des oldenburgischen Truppenkontingents. Durch eine erneute Rücktrittsdrohung konnte er August I. zum Nachgeben und zur Herabsetzung des Militärbudgets bewegen. Der neugewählte Landtag lehnte jedoch auch den reduzierten Militärhaushalt ab und bestand auf weiteren Streichungen. Buttel sah darin einen Misstrauensantrag gegen seine Person und erklärte seinen Rücktritt, den der Großherzog am 1. Mai 1851 widerstrebend akzeptierte.

### Weiteres Berufliches Wirken
Nach seinem Rücktritt wurde Buttel nicht wieder politisch aktiv, machte allerdings schnell beruflich Karriere. Im Mai 1851 wurde er definitiv zum Vorsitzenden des Stadt- und Landgerichts Oldenburg ernannt und erhielt im Februar 1853 auch den Vorsitz im Militärkollegium. Daneben war er 1851/52 Landvogt in Oldenburg. Nach der Gerichtsreorganisation von 1858 wurde er am 31. Dezember 1858 zum Präsidenten des Obergerichts ernannt. Am 7. Juli 1865 erfolgte dann als Nachfolger von Friedrich Wilhelm Anton Roemer die Ernennung zum Präsidenten des Oberappellationsgerichts Oldenburg. Buttel trat dieses Amt am 1. November an und übernahm daneben auch den Vorsitz des Oberauditorialrats, der Gesetzeskommission und des Staatsgerichtshofes. 1873 erhielt er den Titel Exzellenz und ein Jahr später verlieh ihm die Juristische Fakultät der Universität Berlin zu seinem 50. Dienstjubiläum die Ehrendoktorwürde. Am 1. Januar 1878 wurde er auf eigenes Ansuchen in den Ruhestand versetzt und starb einen Monat später.

### Beurteilung
Buttel galt als hervorragender Vertreter des für Oldenburg kennzeichnenden Beamtenliberalismus. Durch die Hegelsche Philosophie stark beeinflusst, gehörte er im Vormärz zu der kleinen Reformgruppe innerhalb der Bürokratie, die den absolutistisch regierten Staat modernisieren wollte und eine Beteiligung der Bürger am Staatsleben für notwendig hielt. Als gemäßigter Liberaler und Anhänger des „besonnenen Fortschritts“ begrüßte er die nationalen Einheitsbestrebungen und die liberalen Reformen, die durch die Revolution von 1848 verwirklicht wurden. Die Forderungen der weiterdrängenden demokratischen Kräfte lehnte er allerdings ab. Durch seine Ministerpräsidentschaft trug er dazu bei, das konstitutionelle Regierungssystem in Oldenburg zu festigen.

## Familie
Buttel heiratete am 6. August 1828 Caecilie Friederike von Harten (8. Mai 1809 – 23. September 1831), die Tochter des Oberappellationsrats Johann Heinrich von Harten. Nach ihrem frühen Tod heiratete er am 4. April 1834 Helene Caroline Catharina von Thünen (11. Dezember 1806 – 3. Mai 1878), die Tochter seines Stiefbruders, des Nationalökonomen Johann Heinrich von Thünen. Aus dieser Ehe stammten die beiden Töchter Astra (1835–1878) und Minna (1838–1931) sowie Alexander von Buttel (1836–1923), der später Regierungspräsident in Eutin wurde.

## Werke
- Ahlrich Eilers, der heimtückische Mörder seiner von ihm schwangeren Geliebten, hingerichtet zu Friesoythe am 5. August 1842, Oldenburg 1842.
- H. W. Hayen, K. D. von Buttel: Der Richter als Geschworener? Oder Geschwornengericht, mit Mündlichkeit, Oeffentlichkeit und Anklage?, Schulzesche Buchhandlung, Oldenburg 1843 (Digitalisat).
- Über die Geltung des Römischen Rechts und das Verlangen nach freierer Gerichtsverfassung. Oldenburg 1846.
- Über die Rechtsbeständigkeit der Verordnung vom 3./4. August 1849, betreffend die Verfassung der Evangelischen Kirche des Herzogtums Oldenburg. Veröffentlicht in den Oldenburgischen Jahrbüchern. 20. Jahrgang, 1912, S. 102–127.